# Rolled Gold: The Very Best of the Rolling Stones
Rolled Gold: The Very Best of the Rolling Stones es el decimotercer álbum recopilatorio de la banda británica The Rolling Stones. Sin la autorización de la banda, fue publicado por la discográfica Decca Records en 1975. Este álbum doble alcanzó el puesto No.7 en las listas británicas y se vendió regularmente a lo largo de los años.

## Lista de canciones
Todas las canciones compuestas por Mick Jagger y Keith Richards excepto donde se indica.
| Lado A | Lado A                                                     | Lado A                             | Lado A      | Lado A   |
| N.º    | Título                                                     | Escritor(es)                       | Lanzamiento | Duración |
| ------ | ---------------------------------------------------------- | ---------------------------------- | ----------- | -------- |
| 1.     | "Come On"                                                  | Chuck Berry                        | Ene 1963    | 1:50     |
| 2.     | "I Wanna Be Your Man"                                      | Lennon–McCartney                   | Nov 1963    | 1:43     |
| 3.     | "Not Fade Away"                                            | Norman Petty/Buddy Holly           | Feb 1964    | 1:49     |
| 4.     | "Carol"                                                    | Berry                              | Jun 1964    | 2:35     |
| 5.     | "It's All Over Now"                                        | Bobby Womack/Shirley Womack        | Jun 1964    | 3:20     |
| 6.     | "Little Red Rooster"                                       | Willie Dixon                       | Nov 1964    | 3:01     |
| 7.     | "Time Is on My Side"                                       | Jerry Ragovoy/Jimmy Norman         | Sep 1964    | 2:50     |
| 8.     | "The Last Time"                                            |                                    | Feb 1965    | 3:25     |
| 9.     | "(I Can't Get No) Satisfaction"                            |                                    | May 1965    | 3:45     |
| Lado B |                                                            |                                    |             |          |
| N.º    | Título                                                     | Escritor(es)                       | Lanzamiento | Duración |
| 1.     | "Get Off of My Cloud"                                      |                                    | Sep 1965    | 2:55     |
| 2.     | "19th Nervous Breakdown"                                   |                                    | Feb 1966    | 3:55     |
| 3.     | "As Tears Go By"                                           | Jagger/Richards/Andrew Loog Oldham | Dic 1965    | 2:33     |
| 4.     | "Under My Thumb"                                           |                                    | Abr 1966    | 3:42     |
| 5.     | "Lady Jane"                                                |                                    | Jun 1966    | 3:06     |
| 6.     | "Out of Time"                                              |                                    | Abr 1966    | 5:59     |
| 7.     | "Paint It, Black"                                          |                                    | May 1966    | 3:15     |
| Lado C |                                                            |                                    |             |          |
| N.º    | Título                                                     | Escritor(es)                       | Lanzamiento | Duración |
| 1.     | "Have You Seen Your Mother, Baby, Standing in the Shadow?" |                                    | Sep 1966    | 2:33     |
| 2.     | "Let's Spend the Night Together"                           |                                    | Ene 1967    | 3:15     |
| 3.     | "Ruby Tuesday"                                             |                                    | Ene 1967    | 3:12     |
| 4.     | "Yesterday's Papers"                                       |                                    | Ene 1967    | 2:04     |
| 5.     | "We Love You"                                              |                                    | Ago 1967    | 4:39     |
| 6.     | "She's a Rainbow"                                          |                                    | Dic 1967    | 4:35     |
| 7.     | "Jumpin' Jack Flash"                                       |                                    | May 1968    | 3:40     |
| Lado D |                                                            |                                    |             |          |
| N.º    | Título                                                     | Escritor(es)                       | Lanzamiento | Duración |
| 1.     | "Honky Tonk Women"                                         |                                    | Jul 1969    | 3:00     |
| 2.     | "Sympathy for the Devil"                                   |                                    | Feb 1969    | 6:25     |
| 3.     | "Street Fighting Man"                                      |                                    | Ago 1968    | 3:16     |
| 4.     | "Midnight Rambler"                                         |                                    | Dic 1969    | 6:52     |
| 5.     | "Gimme Shelter"                                            |                                    | Dic 1969    | 4:30     |

## Rolled Gold+: The Very Best of the Rolling Stones (edición de 2007)
En 2007, la colección inicial se extendió a un total de 40 canciones, incluyendo las 28 originales. Se editó en el Reino Unido el 12 de noviembre de 2007, y esta reedición extendida de la versión original de 1975 alcanzó el puesto No.7 en las listas británicas, ocupando inicialmente el puesto No.26 el 18 de noviembre de 2007 y habiendo vendido más de 125 000 copias según Music Week.
El álbum está disponible en los formatos de doble CD, cuádruple LP y USB flash drive; siendo el primer álbum editado en USB en el Reino Unido. También se encuentra disponible en descarga digital. La portada fue diseñada por Alex Trochut.

### Lista de canciones
Todas las canciones compuestas por Mick Jagger y Keith Richards, excepto donde se indica.
| Disco 1 | Disco 1                                                    | Disco 1                            | Disco 1     | Disco 1  |
| N.º     | Título                                                     | Escritores(es)                     | Lanzamiento | Duración |
| ------- | ---------------------------------------------------------- | ---------------------------------- | ----------- | -------- |
| 1.      | "Come On"                                                  | Chuck Berry                        | Jun 1963    | 1:49     |
| 2.      | "I Wanna Be Your Man"                                      | Lennon–McCartney                   | Nov 1963    | 1:44     |
| 3.      | "Not Fade Away"                                            | Petty/Hardin                       | Feb 1964    | 1:48     |
| 4.      | "Carol"                                                    | Berry                              | Jun 1964    | 2:34     |
| 5.      | "Tell Me (You're Coming Back)"                             |                                    | Jun 1964    | 3:49     |
| 6.      | "It's All Over Now"                                        | Womack/Shirley Womack              | Jun 1964    | 3:27     |
| 7.      | "Little Red Rooster"                                       | Willie Dixon                       | Nov 1964    | 3:07     |
| 8.      | "Heart of Stone"                                           |                                    | Dic 1964    | 2:51     |
| 9.      | "Time Is on My Side"                                       | Meade/Norman                       | Sep 1964    | 2:59     |
| 10.     | "The Last Time"                                            |                                    | Feb 1965    | 3:42     |
| 11.     | "Play with Fire"                                           | Nanker Phelge                      | Feb 1965    | 2:13     |
| 12.     | "(I Can't Get No) Satisfaction"                            |                                    | May 1965    | 3:44     |
| 13.     | "Get Off of My Cloud"                                      |                                    | Sep 1965    | 2:55     |
| 14.     | "I'm Free"                                                 |                                    | Sep 1965    | 2:24     |
| 15.     | "As Tears Go By"                                           | Jagger/Richards/Andrew Loog Oldham | Dic 1965    | 2:46     |
| 16.     | "Lady Jane"                                                |                                    | Jun 1966    | 3:09     |
| 17.     | "Paint It, Black"                                          |                                    | May 1966    | 3:24     |
| 18.     | "Mother's Little Helper"                                   |                                    | Jul 1966    | 2:46     |
| 19.     | "19th Nervous Breakdown"                                   |                                    | Feb 1966    | 3:59     |
| 20.     | "Under My Thumb"                                           |                                    | Abr 1966    | 3:43     |
| 21.     | "Out of Time"                                              |                                    | Abr 1966    | 5:37     |
| 22.     | "Yesterday's Papers"                                       |                                    | Ene 1967    | 2:05     |
| 23.     | "Let's Spend the Night Together"                           |                                    | Ene 1967    | 3:37     |
| 24.     | "Have You Seen Your Mother, Baby, Standing in the Shadow?" |                                    | Sep 1966    | 2:34     |
| Disco 2 |                                                            |                                    |             |          |
| N.º     | Título                                                     | Escritor(es)                       | Lanzamiento | Duración |
| 1.      | "Ruby Tuesday"                                             |                                    | Ene 1967    | 3:15     |
| 2.      | "Dandelion"                                                |                                    | Ago 1967    | 3:32     |
| 3.      | "She's a Rainbow"                                          |                                    | Dic 1967    | 4:14     |
| 4.      | "We Love You"                                              |                                    | Ago 1967    | 4:24     |
| 5.      | "2000 Light Years from Home"                               |                                    | Dic 1967    | 4:47     |
| 6.      | "Jumpin' Jack Flash"                                       |                                    | May 1968    | 3:43     |
| 7.      | "Street Fighting Man"                                      |                                    | Ago 1968    | 3:15     |
| 8.      | "Sympathy for the Devil"                                   |                                    | Feb 1969    | 6:20     |
| 9.      | "No Expectations"                                          |                                    | Dic 1968    | 3:56     |
| 10.     | "Let It Bleed"                                             |                                    | Dic 1969    | 5:28     |
| 11.     | "Midnight Rambler"                                         |                                    | Dic 1969    | 6:55     |
| 12.     | "Gimme Shelter"                                            |                                    | Dic 1969    | 4:33     |
| 13.     | "You Can't Always Get What You Want"                       |                                    | Dic 1969    | 7:28     |
| 14.     | "Brown Sugar"                                              |                                    | Abr 1971    | 3:50     |
| 15.     | "Honky Tonk Women"                                         |                                    | Jul 1969    | 3:01     |
| 16.     | "Wild Horses"                                              |                                    | Jun 1971    | 5:42     |

Canciones que aparecen en la edición de 2007 pero que no están en la de 1975:
1. "Tell Me"
2. "Heart of Stone"
3. "Play with Fire"
4. "I'm Free"
5. "Mother's Little Helper"
6. "Dandelion"
7. "2000 Light Years from Home"
8. "No Expectations"
9. "Let It Bleed"
10. "You Can't Always Get What You Want"
11. "Brown Sugar"
12. "Wild Horses"

## Posiciones en las listas
| Año  | Lista                     | Posición           |
| ---- | ------------------------- | ------------------ |
| 2007 | Top 75 Albums Reino Unido | 26[cita requerida] |

## Certificaciones
| País        | Certificación | Ventas  |
| Reino Unido | Oro           | 100.000 |